# 銀緞帶獎
銀緞帶獎（Nastro d'Argento）是義大利每年頒發的電影獎項。自1946年起由義大利國家電影記者聯合會（Sindacato Nazionale Giornalisti Cinematografici Italiani）頒發。銀緞帶獎是歐洲歷史最悠久的電影獎，也是世界上第二古老的電影獎項，仅次于奧斯卡獎。

## 獎項
- 銀緞帶獎最佳影片獎
- 銀緞帶獎最佳導演獎
- 銀緞帶獎最佳外語片獎
- 銀緞帶獎最佳男主角獎
- 銀緞帶獎最佳女主角獎
- 銀緞帶獎最佳男配角獎
- 銀緞帶獎最佳女配角獎

## 外部連結
- Italian National Syndicate of Film Journalists official site  （意大利文）